# Hawaii Convention Center

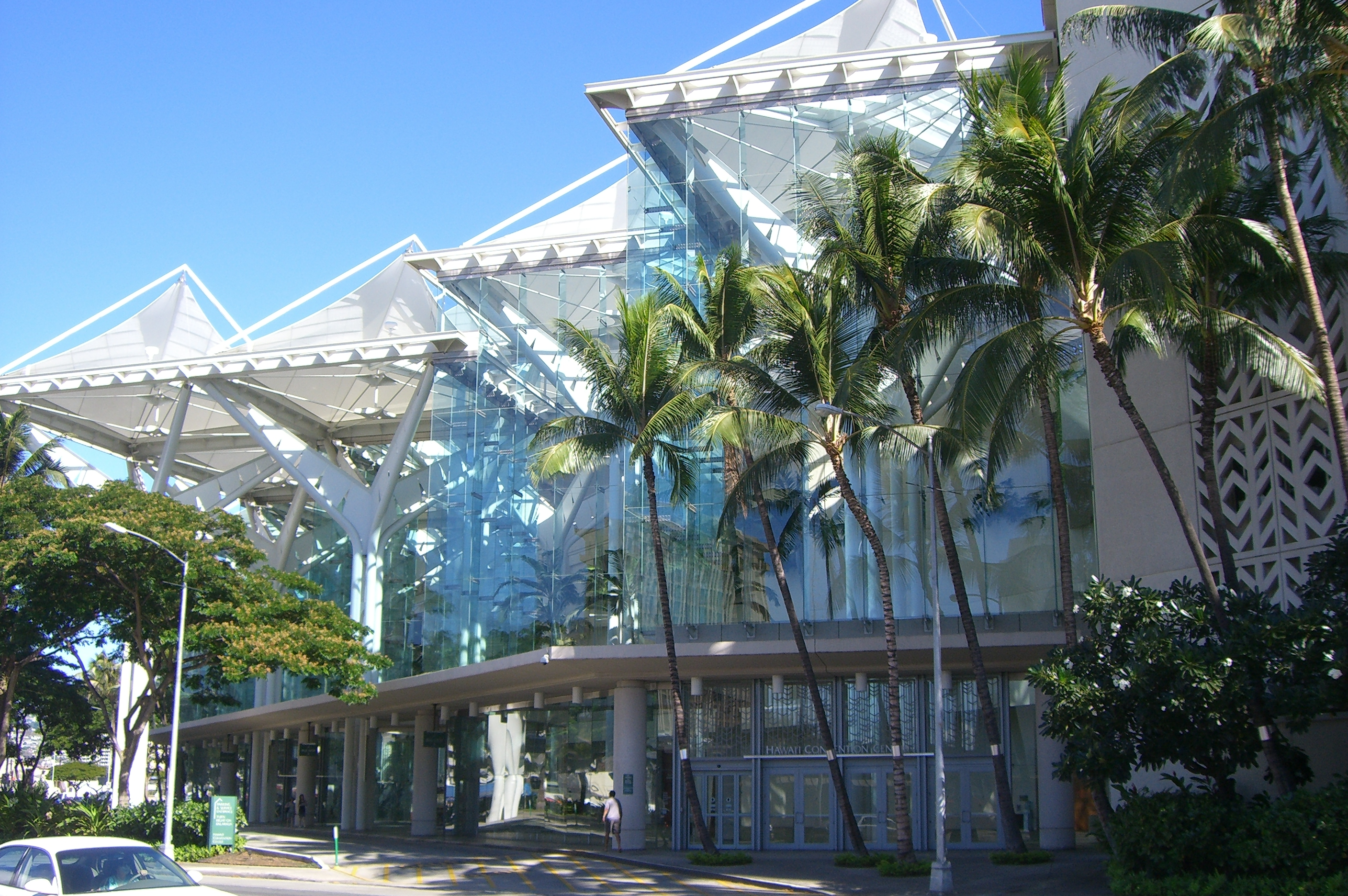
Hawaii Convention Center

O Hawaii Convention Center - Centro de Convenções do Hawaii - localizado na Avenida Kalakaua 1801 em Honolulu, Havaí, na ilha havaiana de Oahu, é um Centro Cívico de Exibições no estado norte americano do Havaí. Possui um design bem no estilo havaiano combinando com a cultura e o envolvimento natural daquele lugar.
Na TV, o Centro foi usado para representar o Aeroporto Internacional de Sydney na série Lost.